# Sex (utwór)
Sex – utwór zespołu IRA pochodzący z trzeciego studyjnego albumu zespołu, zatytułowanego 1993 rok. Kompozycja została zamieszczona na trzeciej pozycji, trwa 5 minut i 6 sekund i jest drugim co do długości utworem znajdującym się na płycie. Dłuższa jest tylko Wiara (5.26).
Tekst utworu jest swoistym nawiązaniem do tekstu z utworu Bierz mnie z płyty Mój dom. Ma charakter wspólnego żartu. Tekst opowiada o fascynacji pewną kobietą. Autorem tekstu podobnie jak i w przypadku kompozycji Bierz mnie jest wokalista grupy Artur Gadowski.
Wstęp do utworu zaczyna się „balladowym” akcentem, po czym utwór zyskuje na drapieżności i przechodzi w melodyjny riff. Brzmienie utrzymane jest w hardrockowym stylu, połączonym z krótką solówką gitarową Piotra Łukaszewskiego.
Sex był jednym z największych przebojów radomskiej formacji. Został także zagrany podczas rejestrowanego koncertu zespołu w 1993 roku i trafił na koncertową płytę. Na koncercie została zaśpiewana tylko jedna zwrotka, w związku z czym utwór różni się długością (trwa 4 minuty i 5 sekund).
Utwór został zagrany także podczas występu grupy na Festiwalu w Jarocinie w 1993 roku. Rzadziej był grany podczas koncertów akustycznych.
Od momentu reaktywacji grupy nie jest w ogóle grany na koncertach, tłumaczone jest to, powstałą z biegiem lat, niechęcią muzyków do tego utworu.
(źródło: zapis czatu z Arturem Gadowskim).

## Twórcy
IRA
- Artur Gadowski – śpiew, chór
- Wojtek Owczarek – perkusja
- Piotr Sujka – gitara basowa, chór
- Kuba Płucisz – gitara rytmiczna
- Piotr Łukaszewski – gitara prowadząca

Produkcja
- Nagrywany oraz miksowany: 8 lutego – marzec 1993 w Studio S-4 w Warszawie
- Producent muzyczny: Leszek Kamiński
- Realizator nagrań: Leszek Kamiński
- Montaż płyty: Krzysztof Audycki
- Aranżacja: Piotr Łukaszewski
- Tekst piosenki: Artur Gadowski
- Zdjęcia wykonał: Dariusz Majewski
- Projekt graficzny: Zbigniew Majerczyk
- Pomysł okładki: Wojtek Owczarek oraz Marek Maj
- Sponsor zespołu: Mustang Poland

## Notowania
| Pozycja | 49 | 46 | 31 | 20 | 13 | 13 | 4 | 6 | 6 | 11 | 13 | 29 |

- Utwór znajdował się na liście od 6 sierpnia, do 22 października 1993 roku. Łącznie na liście znajdował się przez 12 tygodni.